# Corneel Voigt
Corneel Voigt (* 1946 in Essen) ist ein deutscher Fotograf und Werbefilmer.
Seine fotografische Ausbildung schloss er 1968 im Berliner Lette-Verein  als Jahresbester ab. Von 1968 bis 1971 leitete er die Düsseldorfer Werbeagentur Leo Burnett. Seit 1971 ist er mit eigenem Studio selbständig tätig. Er ist Mitglied der Deutschen Gesellschaft für Photographie.
Zu seinen über 40 Buchveröffentlichungen zählen insbesondere Bände zur Industriefotografie und Luftbildfotografie.

## Werke
- Corneel Voigt: „Flug über Essen“. Verlag Pomp & Sobkowiak, Essen 1985. ISBN 3-922693-58-X
- Horst J. Tümmers, Corneel Voigt: Flug über Köln. Stadtgeschichte im Luftbild. 1988. ISBN 3-89355-001-1
- Wolfgang Schulze, Corneel Voigt: „Luftbild Essen“. Verlag Peter Pomp, Essen 1992. ISBN 3-89355-075-5
- Gregor Spohr, Corneel Voigt: Romantisches Ruhrgebiet: Burgen, Schlösser, Herrenhäuser. Essen: Verlag Pomp, 1995. ISBN 3-89355-110-7
- Wulf Mämpel, Corneel Voigt: Die Stadt Essen. Nobel Verlag GmbH. 1996. ISBN 3-922785-28-X
- Günter Streich, Corneel Voigt: Zechen, Dominanten im Revier. Geschichte, Gegenwart, Zukunft. Mit den Revieren Ruhr, Saar, Ibbenbüren. 1999. Nobel-Verlag. ISBN 3-922785-58-1
- Corneel Voigt: Die Ruhrhalbinseln. Woeste Druck & Verlag, 1999, ISBN 3-88754-029-8